# Chinle (Arizona)
Chinle es un lugar designado por el censo ubicado en el condado de Apache en el estado estadounidense de Arizona. En el Censo de 2010 tenía una población de 4518 habitantes y una densidad poblacional de 175,46 personas por km².

## Geografía
Chinle se encuentra ubicado en las coordenadas 36°9′16″N 109°33′9″O / 36.15444, -109.55250. Según la Oficina del Censo de los Estados Unidos, Chinle tiene una superficie total de 25.75 km², de la cual 25.75 km² corresponden a tierra firme y (0%) 0 km² es agua.

## Demografía
Según el censo de 2010, había 4518 personas residiendo en Chinle. La densidad de población era de 175,46 hab./km². De los 4518 habitantes, Chinle estaba compuesto por el 6.29% blancos, el 0.27% eran afroamericanos, el 91.39% eran amerindios, el 0.27% eran asiáticos, el 0% eran isleños del Pacífico, el 0.07% eran de otras razas y el 1.73% pertenecían a dos o más razas. Del total de la población el 2.57% eran hispanos o latinos de cualquier raza.